# USS Spruance (DDG 111)
Az USS Spruance (DDG 111) egy irányított rakétákkal felszerelt romboló, az Amerikai Haditengerészet által üzemeltetett Arleigh Burke osztály egysége. Az osztályt Arleigh Burke tengernagyról nevezték el, aki a második világháború egyik leghíresebb amerikai rombolóparancsnoka volt, míg a Spruance névadója Raymond Spruance (1886–1969) volt, aki a második világháborúban a sorsfordító midwayi csata során az amerikai flottaegységeket irányította, 1944-től az 5. Flotta, majd 1945-től a Csendes-óceáni Flotta főparancsnoka volt, később pedig néhány évre az Egyesült Államok Fülöp-szigeteki nagykövete lett.
A Spruance az Arleigh Burke osztály 31. egysége, a Flight IIA elnevezésú sorozat tagja, az osztály korábbi egységeitől eltérően ezeket a hajókat már az 5 hüvelykes (127 mm) Mk-45 hajóágyú új változatával szerelték fel, aminek a csöve 62 kaliber (7,8 m) hosszú volt és hatótávolsága eléri a 32 km-t.

## Építése

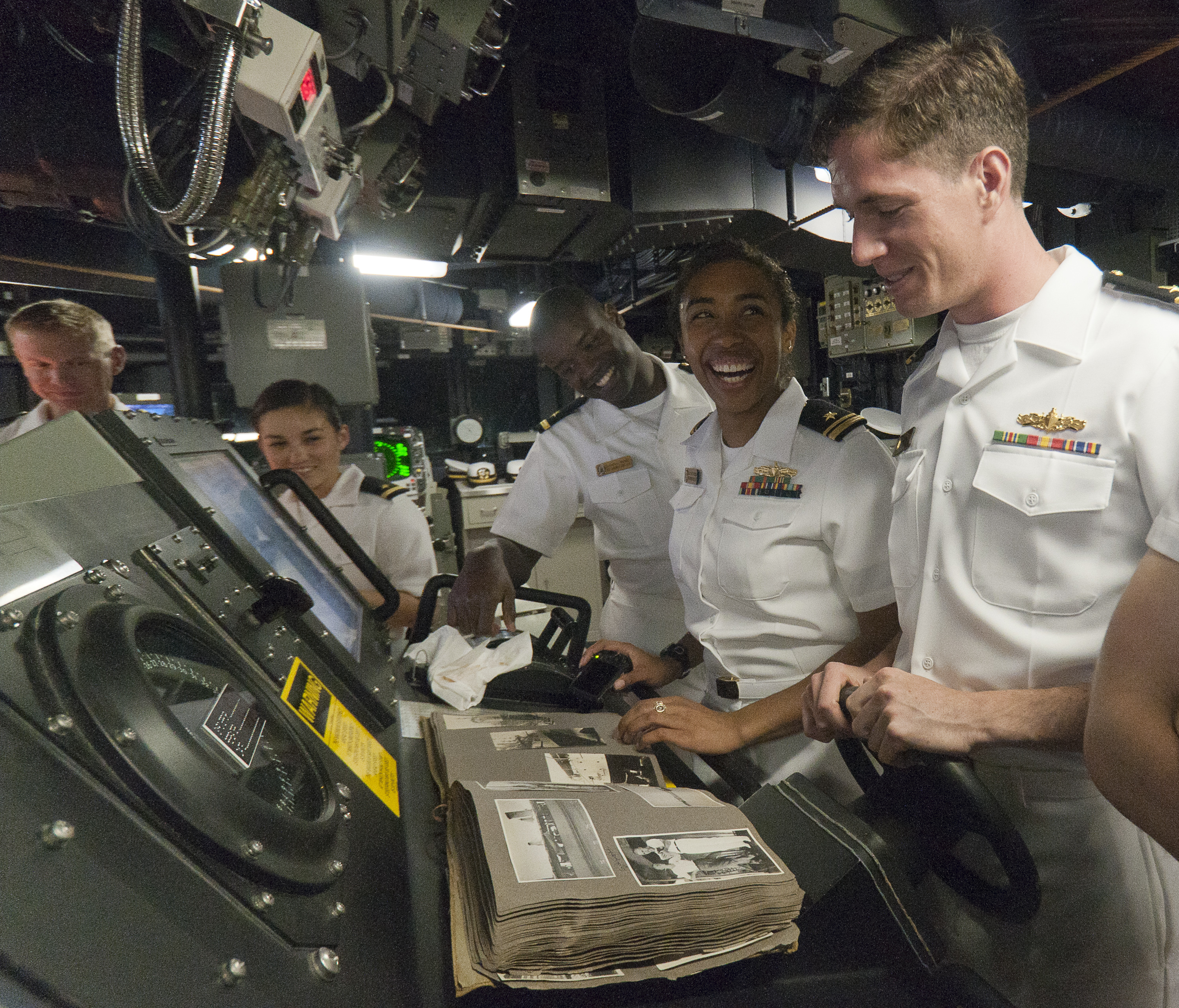
A Spruance fiatal tisztjei a névadó, Raymond Spruance admirális fotóalbumát lapozgatják

A Spruance már a második hajó az Egyesült Államok Haditengerészetében, amelyet Spruance admirálisról neveznek el. Az első, az USS Spruance (DD 963) a Spruance rombolóosztály első hajója volt.
A Spruance-t (DDG 111) 2002. szeptember 13-án rendelte meg a Haditengerészet, a szerződést a Bath Iron Works hajóépítő vállalat nyerte. A hajó gerincét 2009. május 14-én fektették le. A névadó ceremóniára 2010. június 5-én került sor az admirális unokája, Ellen Spruance Holscher jelenlétében. A hajót másnap, június 6-án bocsátották vizre és 2011. szeptember 11-én adták át a Haditengerészetnek. Első útja a Florida államban található Key West haditengerészeti támaszpontra vezetett, ahol 2011. október 1-jén léptették aktív szolgálatba. Ezt követően a hajó honi kikötőjébe, a kaliforniai San Diegóba hajózott.
A Spruance a Flight IIA sorozatra jellemző technológiai újdonságok mellett megkapta az 5'' (127 mm) haditengerészeti ágyú új, hosszabb csövű (62 kaliber) változatát, amelynek a hatótávolsága eléri a 32 km-et.
A fegyverzeti újdonságok mellett a Spruance lett a Haditengerészet első hadihajója, amelyere Gigabit ethernet hálózatot telepítettek, az IP alapú hálózat lehetővé teszi, hogy a hajó felderítő berendezései, eszközei élő videó és audió jelet továbbítsanak a hajóra.

## Szolgálatban
A Spruance október 24-én érkezett San Diegóba. Ezt követően a hajót a 23. romboló flotilla (Destroyer Squadron 23) kötelékébe osztották be és a Csendes-óceán keleti részén fog szolgálatot teljesíteni.
A hajó jelenlegi parancsnoka CDR George A. Kessler, Jr.

## További képek

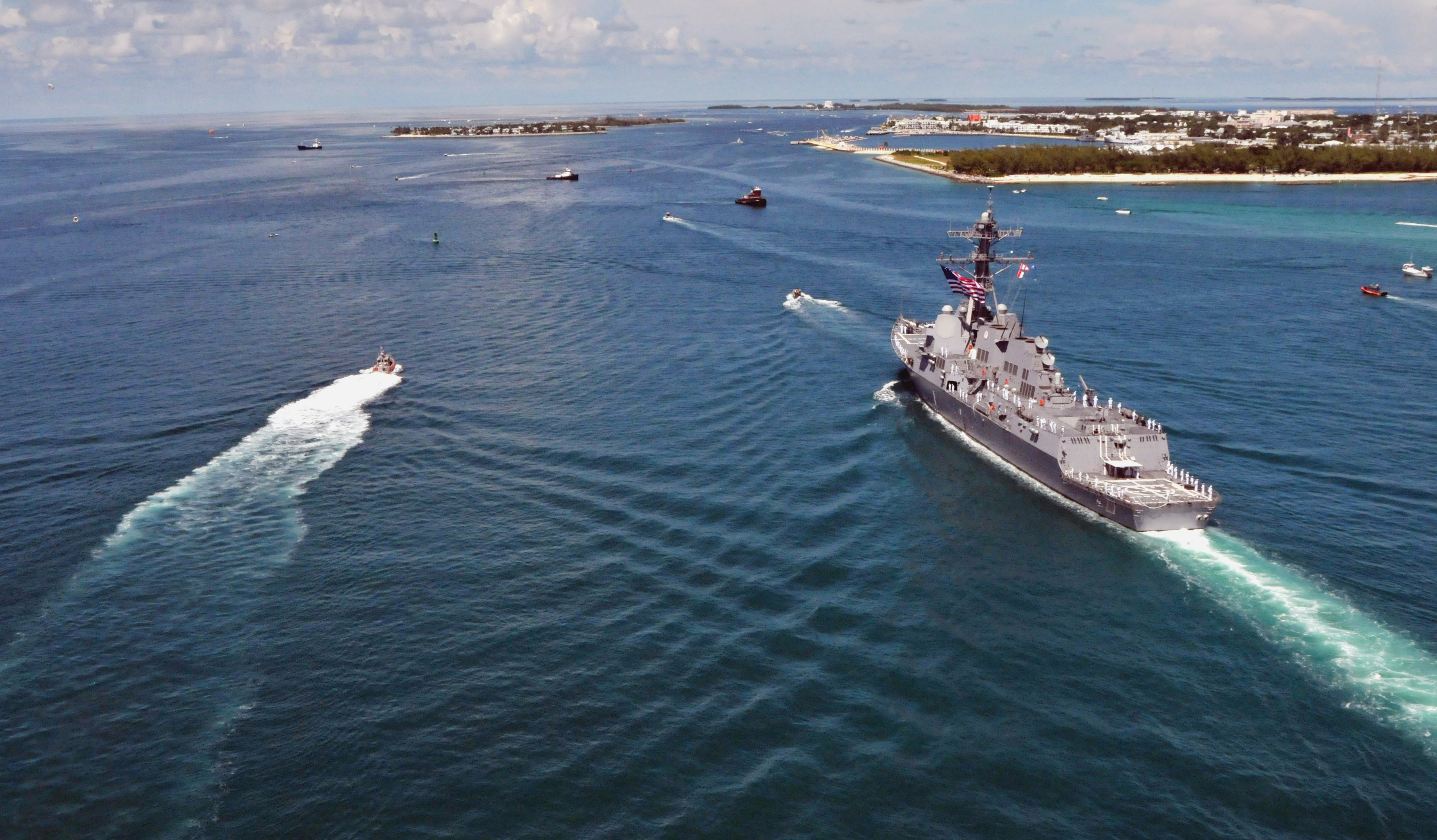
A Spruance megérkezik Key West-be a szolgálatba állítási ünnepségre.
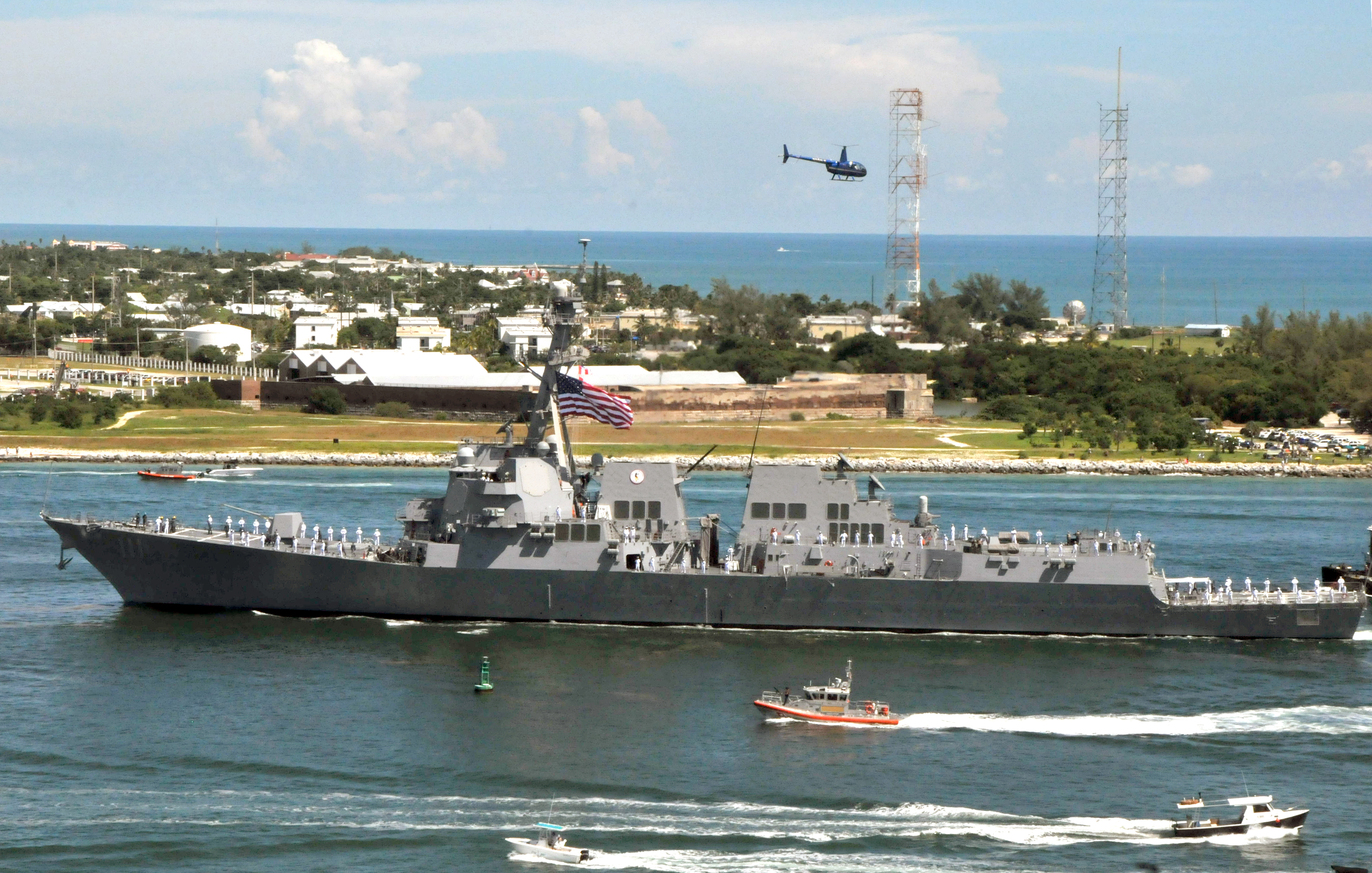
A Spruance 2011. szeptember 23-án behajózik a Key West-i haditengerészeti támaszpontra.
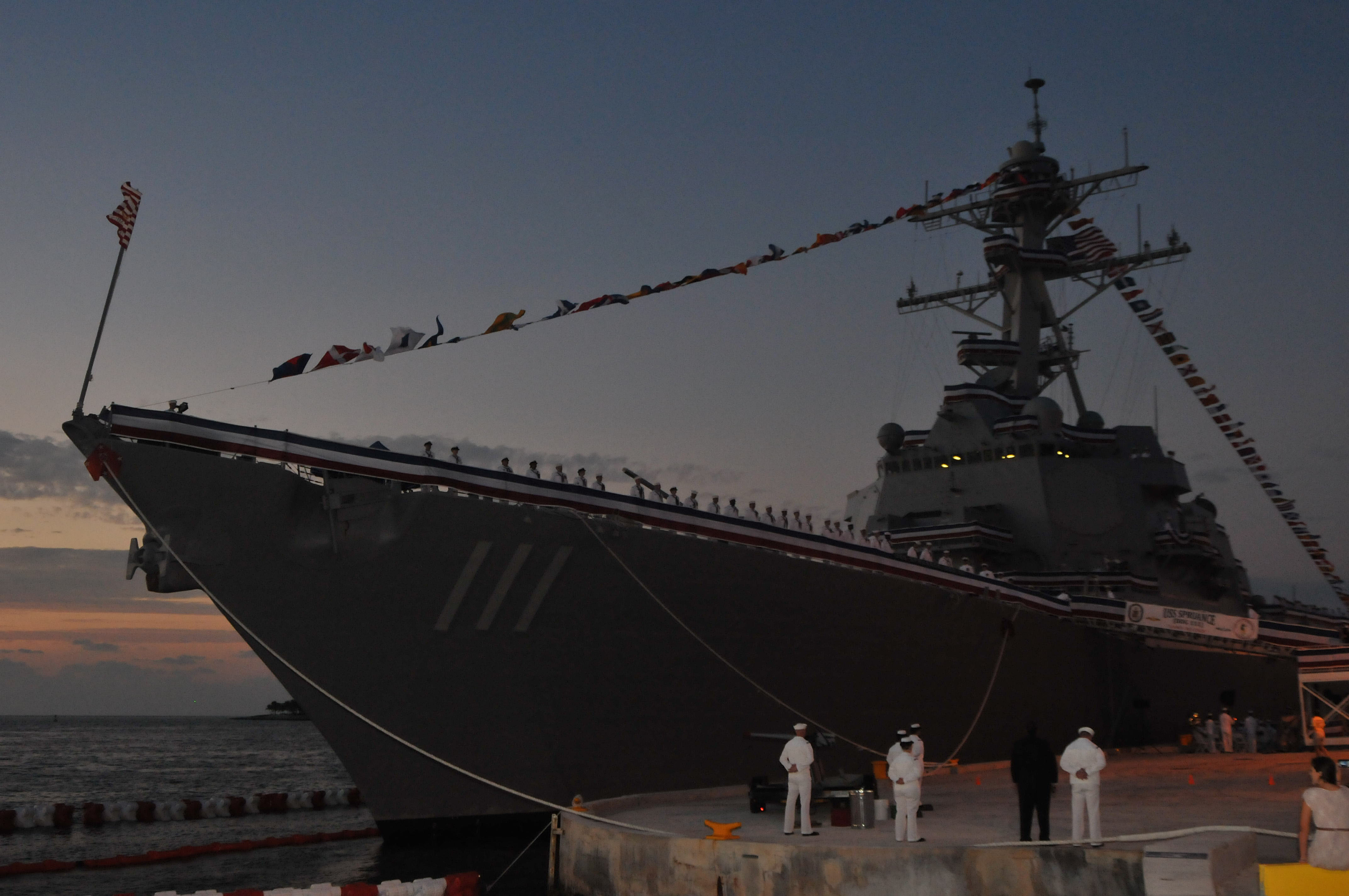
A Spruance szolgálatba állítási ünnepségét október 1-jén, napnyugtakor rendezték.
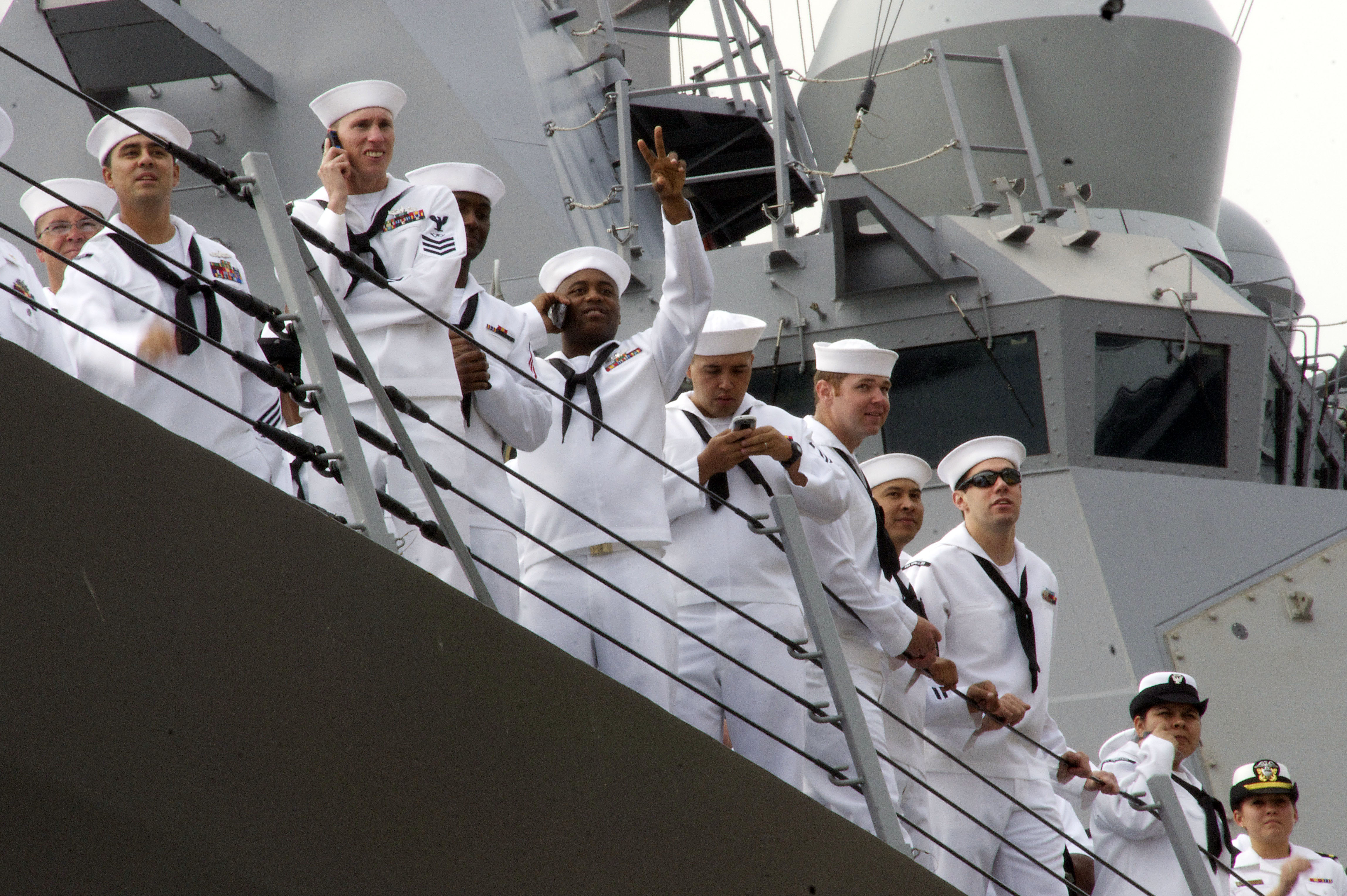
Matrózok a hajó fedélzetén, amikor első hosszabb útja után a Spruance 2011. október 24-én megérkezett honi kikötőjébe, San Diego-ba.
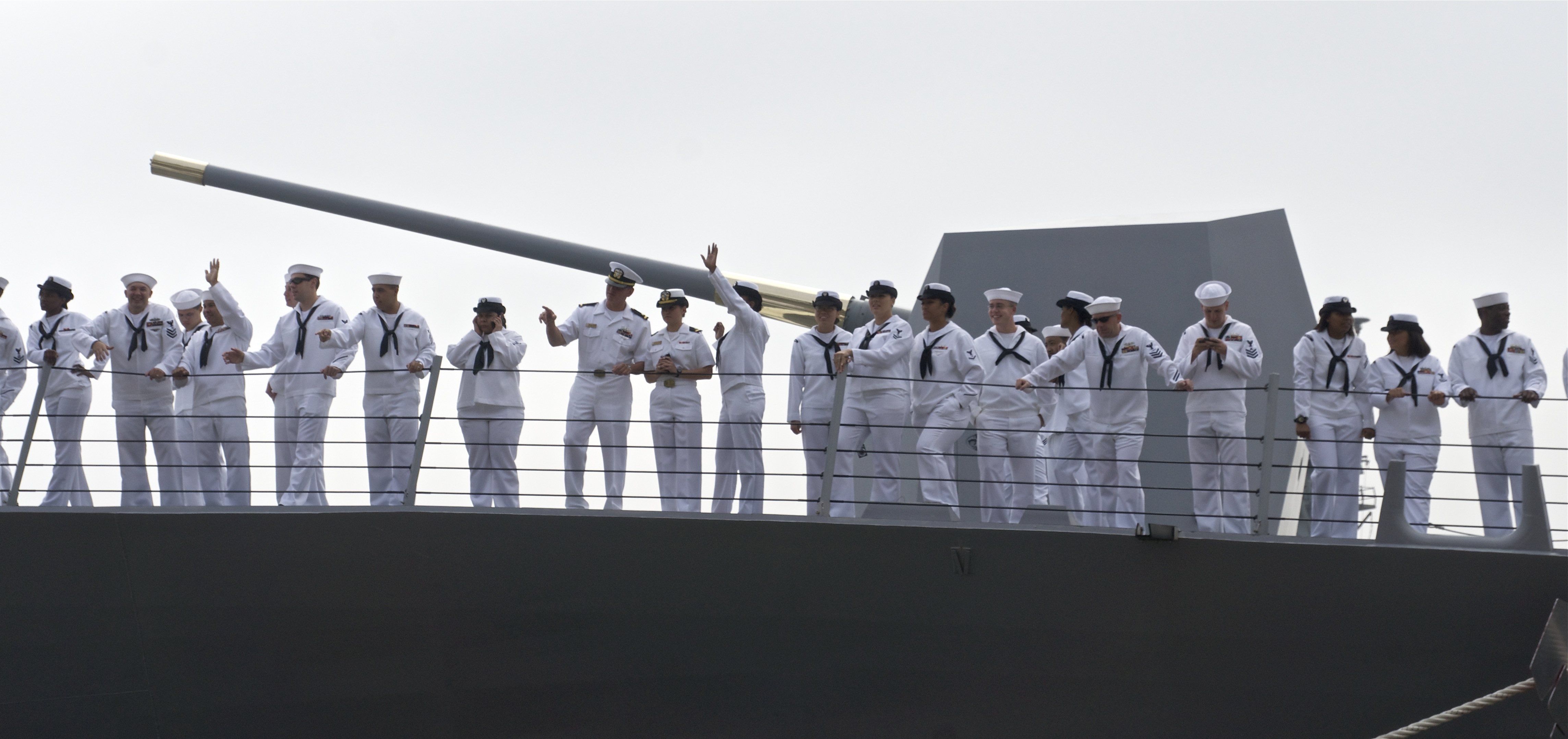
A legénység felsorakozik a hajó oldalán. Háttérben az 5''/62 cal hajóágyú.
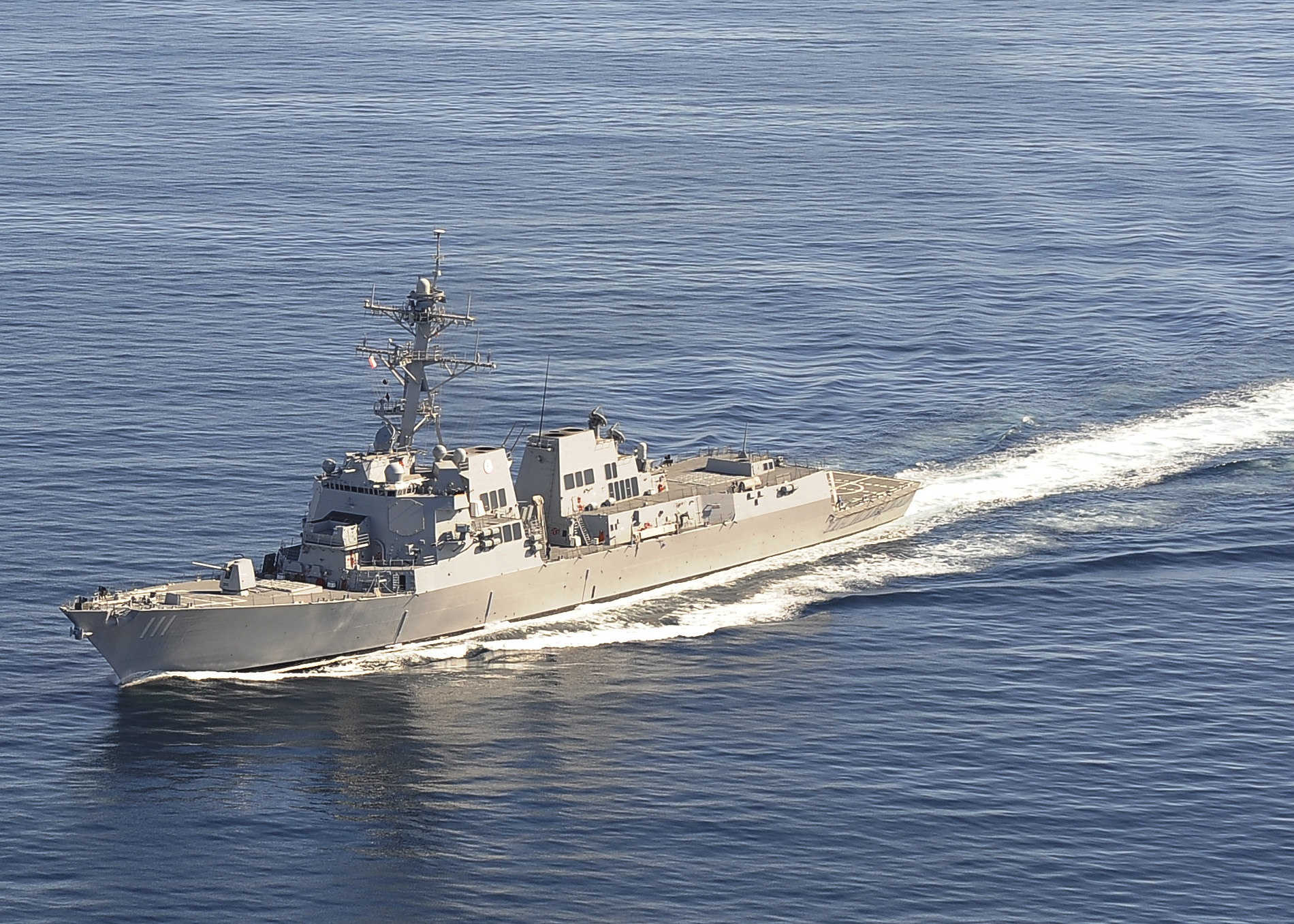
A Spruance a Csendes-óceánon hajózik, 2012. január 9.
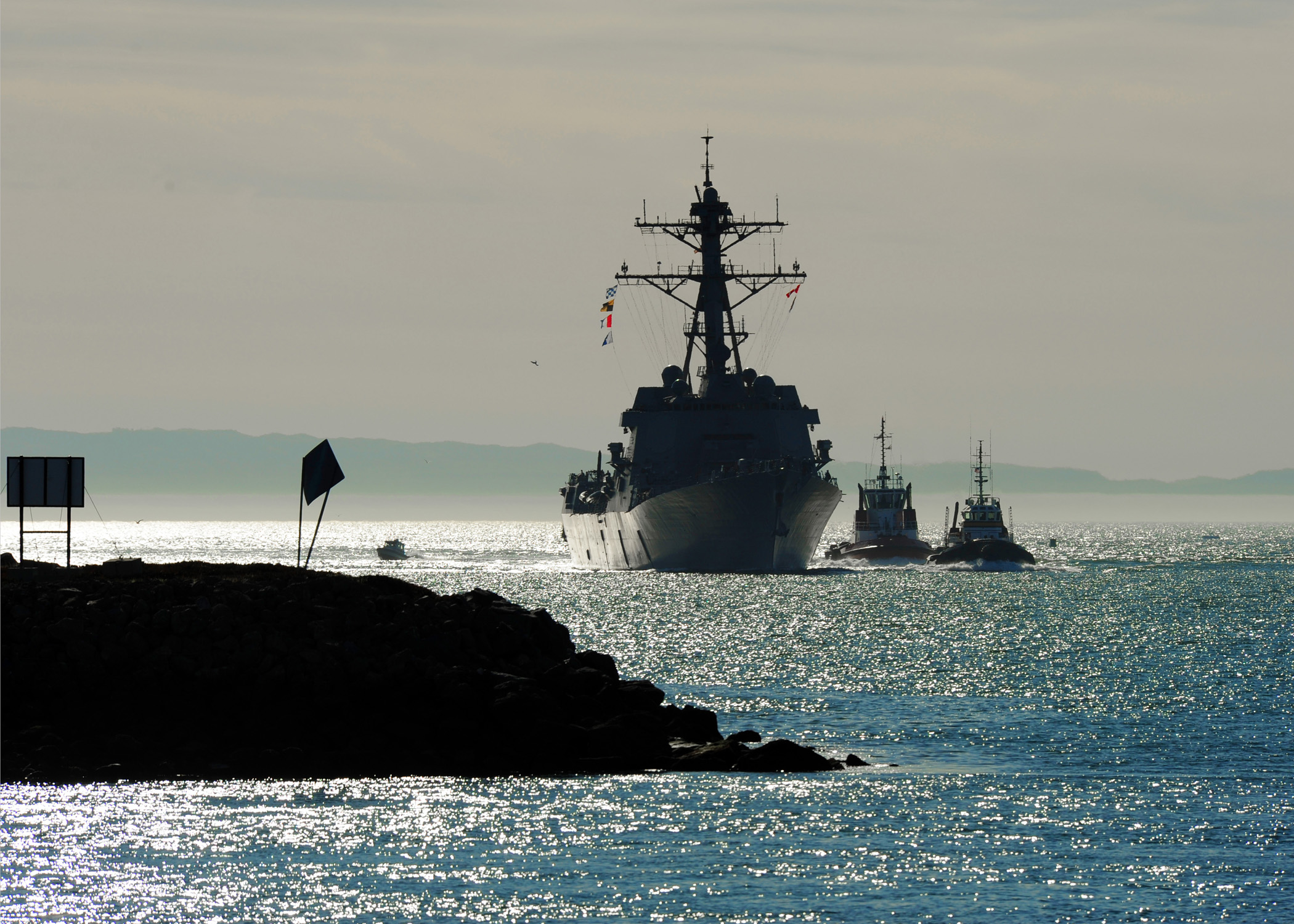
A Spruance megérkezik a Seal Beach haditengerészeti támaszpontra, Kalifornia partjainál, ahol éleslövészeten vett részt, 2012. január 9.
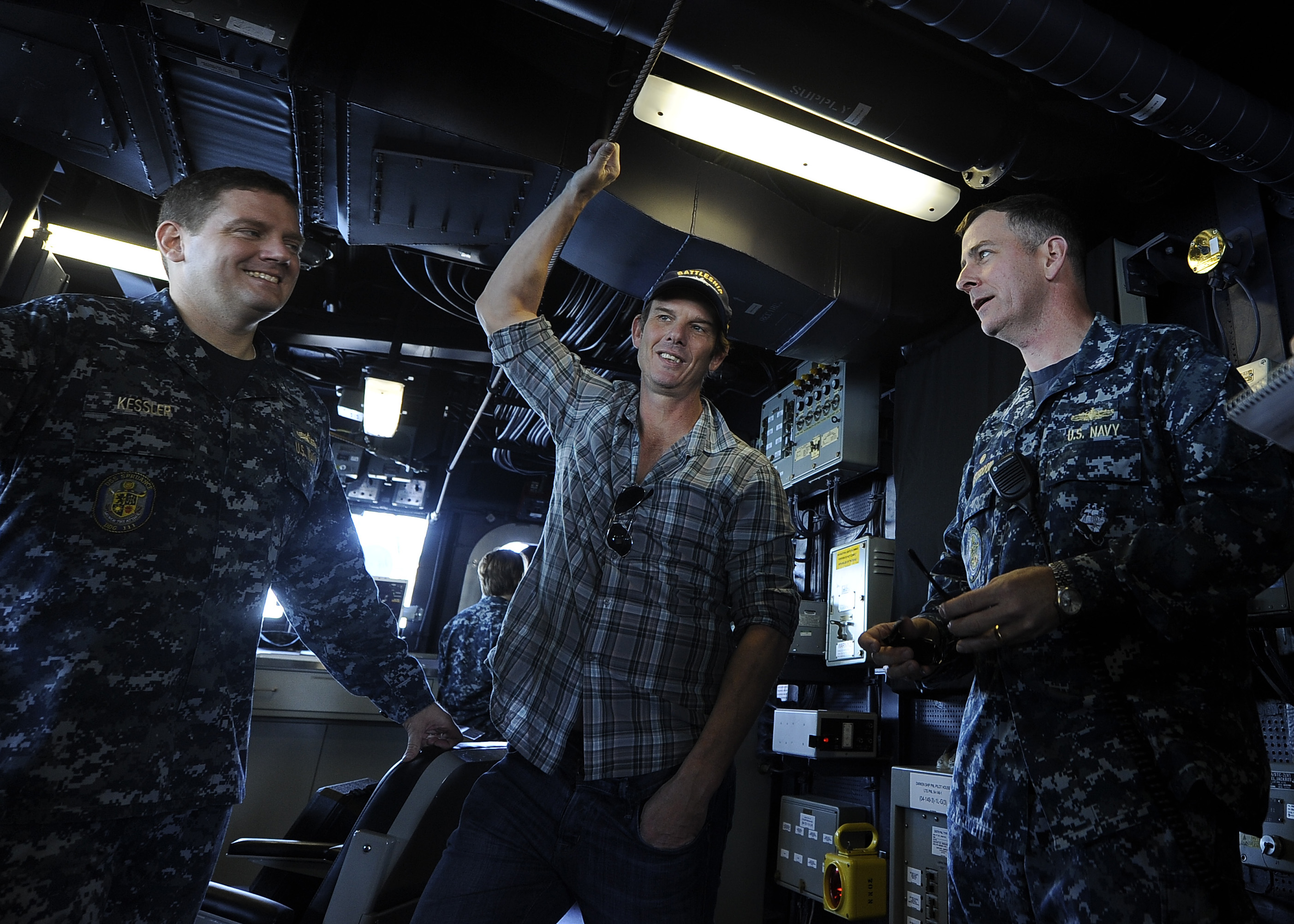
A Spruance korábbi és jelenlegi parancsnok, Cmdr. M. Tate Westbrook (jobbra) és Cmdr. George Kessler (balra) körbevezetik Peter Berg rendezőt, aki a 2012-ben megjelent Csatahajó c. filmet rendezte.

### Fordítás
- Ez a szócikk részben vagy egészben  az   USS Spruance (DDG-111) című angol Wikipédia-szócikk ezen változatának fordításán alapul.  Az eredeti cikk szerkesztőit annak laptörténete sorolja fel. Ez a jelzés csupán a megfogalmazás eredetét és a szerzői jogokat jelzi, nem szolgál a cikkben szereplő információk forrásmegjelöléseként.

### Egyéb források
- Az USS Spruance hivatalos oldala Archiválva 2012. szeptember 6-i dátummal a Wayback Machine-ben
- Naval Vessel Register: USS Spruance
- További képek a hajóról
- globalsecurity.org: DDG 111